# Campeonato Mundial de Biatlón
El Campeonato Mundial de Biatlón es la máxima competición internacional de biatlón. Es realizado por la Unión Internacional de Biatlón (IBU) desde 1958. Actualmente se realiza cada año, excepto en los que hay Juegos Olímpicos de Invierno. 
El primer campeonato femenino se efectuó en 1984, y los primeros cinco campeonatos de esta especie se realizaron en una fecha y una sede distinta al campeonato masculino. Desde 1989 se celebran conjuntamente. En el año 2005 se introdujo la prueba de relevo mixto: en las dos primeras ediciones se realizó esta prueba independientemente, a partir de la edición de 2007 se realiza con el resto de competiciones.

## Ediciones
| Núm.      | Año  | Sede M                                         | Sede F                                         |
| --------- | ---- | ---------------------------------------------- | ---------------------------------------------- |
| I         | 1958 | Saalfelden ( Austria)                          | —                                              |
| II        | 1959 | Courmayeur ( Francia)                          | —                                              |
| III       | 1961 | Umeå ( Suecia)                                 | —                                              |
| IV        | 1962 | Hämeenlinna ( Finlandia)                       | —                                              |
| V         | 1963 | Seefeld ( Austria)                             | —                                              |
| VI        | 1965 | Elverum ( Noruega)                             | —                                              |
| VII       | 1966 | Garmisch-Partenkirchen ( RFA)                  | —                                              |
| VIII      | 1967 | Altenberg ( RDA)                               | —                                              |
| IX        | 1969 | Zakopane ( Polonia)                            | —                                              |
| X         | 1970 | Östersund ( Suecia)                            | —                                              |
| XI        | 1971 | Hämeenlinna ( Finlandia)                       | —                                              |
| XII       | 1973 | Lake Placid ( Estados Unidos)                  | —                                              |
| XIII      | 1974 | Minsk ( URSS)                                  | —                                              |
| XIV       | 1975 | Anterselva ( Italia)                           | —                                              |
| XV        | 1976 | Anterselva ( Italia)                           | —                                              |
| XVI       | 1977 | Lillehammer ( Noruega)                         | —                                              |
| XVII      | 1978 | Hochfilzen ( Austria)                          | —                                              |
| XVIII     | 1979 | Ruhpolding ( RFA)                              | —                                              |
| XIX       | 1981 | Lahti ( Finlandia)                             | —                                              |
| XX        | 1982 | Minsk ( URSS)                                  | —                                              |
| XXI       | 1983 | Anterselva ( Italia)                           | —                                              |
| I         | 1984 | —                                              | Chamonix ( Francia)                            |
| XXII/II   | 1985 | Ruhpolding ( RFA)                              | Egg am Etzl ( Suiza)                           |
| XXIII/III | 1986 | Oslo ( Noruega)                                | Falun ( Suecia)                                |
| XXIV/IV   | 1987 | Lake Placid ( Estados Unidos)                  | Lahti ( Finlandia)                             |
| V         | 1988 | —                                              | Chamonix ( Francia)                            |
| XXV       | 1989 | Feistritz ( Austria)                           | Feistritz ( Austria)                           |
| XXVI      | 1990 | Minsk ( URSS)                                  | Minsk ( URSS)                                  |
| XXVII     | 1991 | Lahti ( Finlandia)                             | Lahti ( Finlandia)                             |
| XXVIII    | 1992 | Novosibirsk ( Rusia)                           | Novosibirsk ( Rusia)                           |
| XXIX      | 1993 | Borovets ( Bulgaria)                           | Borovets ( Bulgaria)                           |
| XXX       | 1994 | Canmore ( Canadá)                              | Canmore ( Canadá)                              |
| XXXI      | 1995 | Anterselva ( Italia)                           | Anterselva ( Italia)                           |
| XXXII     | 1996 | Ruhpolding ( Alemania)                         | Ruhpolding ( Alemania)                         |
| XXXIII    | 1997 | Osrblie ( Eslovaquia)                          | Osrblie ( Eslovaquia)                          |
| XXXIV     | 1998 | Pokljuka ( Eslovenia) / Hochfilzen ( Austria)  | Pokljuka ( Eslovenia) / Hochfilzen ( Austria)  |
| XXXV      | 1999 | Kontiolahti ( Finlandia)                       | Kontiolahti ( Finlandia)                       |
| XXXVI     | 2000 | Oslo ( Noruega)                                | Oslo ( Noruega)                                |
| XXXVII    | 2001 | Pokljuka ( Eslovenia)                          | Pokljuka ( Eslovenia)                          |
| XXXVIII   | 2002 | Oslo ( Noruega)                                | Oslo ( Noruega)                                |
| XXXIX     | 2003 | Janty-Mansisk ( Rusia)                         | Janty-Mansisk ( Rusia)                         |
| XL        | 2004 | Oberhof ( Alemania)                            | Oberhof ( Alemania)                            |
| XLI       | 2005 | Hochfilzen ( Austria) / Janty-Mansisk ( Rusia) | Hochfilzen ( Austria) / Janty-Mansisk ( Rusia) |
| XLII      | 2006 | Pokljuka ( Eslovenia)                          | Pokljuka ( Eslovenia)                          |
| XLIII     | 2007 | Anterselva ( Italia)                           | Anterselva ( Italia)                           |
| XLIV      | 2008 | Östersund ( Suecia)                            | Östersund ( Suecia)                            |
| XLV       | 2009 | Pyeongchang ( Corea del Sur)                   | Pyeongchang ( Corea del Sur)                   |
| XLVI      | 2010 | Janty-Mansisk ( Rusia)                         | Janty-Mansisk ( Rusia)                         |
| XLVII     | 2011 | Janty-Mansisk ( Rusia)                         | Janty-Mansisk ( Rusia)                         |
| XLVIII    | 2012 | Ruhpolding ( Alemania)                         | Ruhpolding ( Alemania)                         |
| XLIX      | 2013 | Nové Město ( República Checa)                  | Nové Město ( República Checa)                  |
| L         | 2015 | Kontiolahti ( Finlandia)                       | Kontiolahti ( Finlandia)                       |
| LI        | 2016 | Oslo ( Noruega)                                | Oslo ( Noruega)                                |
| LII       | 2017 | Hochfilzen ( Austria)                          | Hochfilzen ( Austria)                          |
| LIII      | 2019 | Östersund ( Suecia)                            | Östersund ( Suecia)                            |
| LIV       | 2020 | Anterselva ( Italia)                           | Anterselva ( Italia)                           |
| LV        | 2021 | Pokljuka ( Eslovenia)                          | Pokljuka ( Eslovenia)                          |
| LVI       | 2023 | Oberhof ( Alemania)                            | Oberhof ( Alemania)                            |
| LVII      | 2024 | Nové Město ( República Checa)                  | Nové Město ( República Checa)                  |
| LVIII     | 2025 | Lenzerheide ( Suiza)                           | Lenzerheide ( Suiza)                           |
| LIX       | 2027 | Otepää ( Estonia)                              | Otepää ( Estonia)                              |
| LX        | 2028 | Hochfilzen ( Austria)                          | Hochfilzen ( Austria)                          |
| LXI       | 2029 | Oslo ( Noruega)                                | Oslo ( Noruega)                                |

1. ↑  Realizada solo la prueba no olímpica de velocidad individual.
2. 1 2 3 4 5  Los primeros cinco campeonatos realizados para mujeres van numerados aparte.
3. 1 2  Realizada solo la prueba no olímpica de equipos (masculino y femenino).
4. ↑  Realizadas solo las pruebas no olímpicas de persecución y equipos.
5. ↑  Realizada solo la prueba no olímpica de salida en grupo (masculina y femenina).
6. ↑  Realizada solo la prueba no olímpica de relevo mixto.

## Medallero histórico
- Actualizado a Lenzerheide 2025 (se incluyen los cinco campeonatos femeninos –de 1984 a 1988– y los tres campeonatos de relevos mixtos –2005, 2006 y 2010–; así como la prueba por equipos de las seis primeras ediciones).

| Núm. | País            | Oro | Plata | Bronce | Total |
| ---- | --------------- | --- | ----- | ------ | ----- |
| 1    | Noruega         | 97  | 85    | 75     | 257   |
| 2    | Alemania        | 86  | 72    | 58     | 216   |
| 3    | Rusia           | 73  | 69    | 50     | 192   |
| 4    | Francia         | 51  | 40    | 52     | 143   |
| 5    | Suecia          | 19  | 21    | 33     | 73    |
| 6    | Italia          | 12  | 14    | 14     | 40    |
| 7    | Finlandia       | 10  | 10    | 17     | 37    |
| 8    | Ucrania         | 7   | 11    | 21     | 39    |
| 9    | Bielorrusia     | 6   | 9     | 14     | 29    |
| 10   | República Checa | 6   | 8     | 12     | 26    |
| 11   | Austria         | 3   | 8     | 11     | 22    |
| 12   | Eslovenia       | 2   | 2     | 1      | 5     |
| 13   | Polonia         | 1   | 6     | 7      | 14    |
| 14   | Estados Unidos  | 1   | 6     | 1      | 8     |
| 15   | Canadá          | 1   | 2     | 1      | 4     |
| 15   | Eslovaquia      | 1   | 2     | 1      | 4     |
| 17   | Bulgaria        | 0   | 4     | 4      | 8     |
| 18   | China           | 0   | 3     | 0      | 3     |
| 19   | Letonia         | 0   | 1     | 2      | 3     |
| 20   | Rumania         | 0   | 1     | 0      | 1     |
| 21   | Croacia         | 0   | 0     | 1      | 1     |
| 21   | Estonia         | 0   | 0     | 1      | 1     |
|      | TOTAL           | 376 | 374   | 376    | 1126  |

1. ↑  Incluye las medallas obtenidas por la RFA y la RDA entre 1949 y 1990.
2. ↑  Incluye las medallas obtenidas por la URSS.
3. ↑  Incluye las medallas obtenidas por Checoslovaquia.